# Uneasy Listening Vol. 2
Uneasy Listenings vol.2 är det tredje samlingsalbumet av den finska rockgruppen HIM, utgivet 20 april 2007 i Tyskland, 24 april i Finland. I resten av Europa och USA släpptes albumet den 22 maj.

## Låtlista
1. "Buried Alive By Love" (616 Version) - 4:51
2. "Rendezvous With Anus" (El Presidente Version) - 3:10
3. "Sigillum Diaboli"(Studio Live Evil) - 3:53
4. "I Love You" (White House Version) - 4:51
5. "The Beginning Of The End" (Sad Damn Version) - 3:53
6. "Again" (Hollola Tapes) - 3:17
7. "Wicked Game" (Live in Turku) - 5:24
8. "Soul On Fire" (Erich Zann's Supernatural Remix) - 3:55
9. "Beautiful" (Hollola Tapes) - 3:32
10. "Endless Dark" (616 Version) - 4:10
11. "Hand of Doom" (Live in Turku) - 7:26
12. "Right Here in My Arms" (Live in Turku) - 4:02
13. "Sail On" (Live in Turku) - 1:57
14. "Pretending" (Cosmic Pope Jam Version) - 8:07